# Подготовленный запрос
В системах управления базами данных подготовленный запрос или параметризованный запрос — это предоставляемая СУБД возможность предварительной компиляции кода SQL, отделённого от данных. Преимущества подготовленных запросов:
- эффективность, вытекающая из того, что их можно использовать повторно без повторной компиляции[2];
- безопасность. Их использование уменьшает или устраняет возможность атаки путём SQL-инъекции[3].

Подготовленный оператор фактически является предварительно скомпилированным шаблоном, в который подставляются постоянные значения во время каждого выполнения, и обычно используются такие операторы SQL DML, такие как INSERT, SELECT или UPDATE.
Обычная последовательность использования подготовленных операторов:
- Подготовка: приложение создает шаблон запроса и отправляет его в СУБД. Некоторые значения остаются неуказанными, они называются параметрами, заполнителями или переменными связывания (обозначены ниже как «?»):

INSERT INTO products (name, price) VALUES (?, ?);
- Компиляция: СУБД компилирует (анализирует, оптимизирует и транслирует) шаблон запроса и сохраняет результат, не выполняя его.
- Выполнение: приложение предоставляет (или привязывает) значения для параметров шаблона оператора, а СУБД выполняет оператор (возможно, возвращая результат). Приложение может запросить у СУБД многократное выполнение оператора с разными значениями. В приведенном выше примере приложение может предоставить значения «велосипед» для первого параметра и «10900» для второго параметра, а затем значения «обувь» и «7400».

Альтернативой подготовленному запросу является вызов SQL непосредственно из исходного кода приложения таким образом, чтобы сочетались код и данные. Прямой эквивалент приведенному выше примеру:
```
INSERT INTO products (name, price) VALUES ("bike", "10900");
```

Не все оптимизации могут быть выполнены во время компиляции шаблона оператора по двум причинам: лучший план запроса может зависеть от конкретных значений параметров, и лучший план запроса может меняться с течением времени из-за изменения таблиц и индексов. Когда и если подготовленный запрос выполняется только один раз, он будет выполняться медленнее из-за дополнительного обращения к серверу. 
Ограничения реализации также могут привести к снижению производительности; например, некоторые версии MySQL не кэшировали результаты подготовленных запросов. Хранимые процедуры, которые также предварительно компилируются и сохраняются на сервере для последующего выполнения, обладают аналогичными преимуществами. В отличие от хранимых процедур, подготовленный запрос обычно не пишется на процедурном языке и не может использовать или изменять переменные или использовать структуры потока управления, полагаясь вместо этого на декларативный язык запросов к базе данных. Благодаря своей простоте и возможности эмуляции на стороне клиента (если целевая СУБД их не поддерживает) подготовленные запросы более переносимы между различными СУБД, чем хранимые процедуры.

## Поддержка в программном обеспечении
Почти все распространённые СУБД, включая SQLite, MySQL, Oracle, DB2, Microsoft SQL Server and PostgreSQL поддерживают подготовленные запросы. Подготовленные запросы обычно вызываются с использованием специального двоичного протокола, который, увеличивает скорость передачи данных и, как предполагается, дополнительно защищает от SQL-инъекции, но некоторые СУБД, включая, например, MySQL, позволяют, в отладочных целях, вызывать подготовленные запросы с использованием синтаксиса запросов SQL.
Многие языки программирования поддерживают подготовленные запросы в своих стандартных библиотеках и эмулируют их для случаев, когда целевая СУБД не поддерживает такую возможность. Среди этих языков - Java (с использованием JDBC), Perl (с использованием DBI (perl)), PHP (с использованием PDO), и Python (с использованием DB-API). Эмуляция на стороне клиента может быть эффективнее с точки зрения производительности для однократных запросов и менее эффективной для многократных. Она также помогает против SQL-инъекций, как и прямая реализация подготовленных запросов на стороне СУБД.

## Примеры

### Java JDBC
Этот примеры использует Java и JDBC:
```
import
 
com.mysql.jdbc.jdbc2.optional.MysqlDataSource
;

import
 
java.sql.Connection
;

import
 
java.sql.DriverManager
;

import
 
java.sql.PreparedStatement
;

import
 
java.sql.ResultSet
;

import
 
java.sql.SQLException
;

import
 
java.sql.Statement
;

public
 
class
 
Main
 
{

  
public
 
static
 
void
 
main
(
String
[]
 
args
)
 
throws
 
SQLException
 
{

    
MysqlDataSource
 
ds
 
=
 
new
 
MysqlDataSource
();

    
ds
.
setDatabaseName
(
"mysql"
);

    
ds
.
setUser
(
"root"
);

    
try
 
(
Connection
 
conn
 
=
 
ds
.
getConnection
())
 
{

      
try
 
(
Statement
 
stmt
 
=
 
conn
.
createStatement
())
 
{

        
stmt
.
executeUpdate
(
"CREATE TABLE IF NOT EXISTS products (name VARCHAR(40), price INT)"
);

      
}

      
try
 
(
PreparedStatement
 
stmt
 
=
 
conn
.
prepareStatement
(
"INSERT INTO products VALUES (?, ?)"
))
 
{

        
stmt
.
setString
(
1
,
 
"bike"
);

        
stmt
.
setInt
(
2
,
 
10900
);

        
stmt
.
executeUpdate
();

        
stmt
.
setString
(
1
,
 
"shoes"
);

        
stmt
.
setInt
(
2
,
 
7400
);

        
stmt
.
executeUpdate
();

        
stmt
.
setString
(
1
,
 
"phone"
);

        
stmt
.
setInt
(
2
,
 
29500
);

        
stmt
.
executeUpdate
();

      
}

      
try
 
(
PreparedStatement
 
stmt
 
=
 
conn
.
prepareStatement
(
"SELECT * FROM products WHERE name = ?"
))
 
{

        
stmt
.
setString
(
1
,
 
"shoes"
);

        
ResultSet
 
rs
 
=
 
stmt
.
executeQuery
();

        
rs
.
next
();

        
System
.
out
.
println
(
rs
.
getInt
(
2
));

      
}

    
}

  
}

}

```

Java PreparedStatement provides "setters" (setInt(int), setString(String), setDouble(double), etc.) for all major built-in data types.

### PHP PDO
Этот пример использует PHP и PDO:
```
<?php

try
 
{

    
// Connect to a database named "mysql", with the password "root"

    
$connection
 
=
 
new
 
PDO
(
'mysql:dbname=mysql'
,
 
'root'
);

    
// Execute a request on the connection, which will create

    
// a table "products" with two columns, "name" and "price"

    
$connection
->
exec
(
'CREATE TABLE IF NOT EXISTS products (name VARCHAR(40), price INT)'
);

    
// Prepare a query to insert multiple products into the table

    
$statement
 
=
 
$connection
->
prepare
(
'INSERT INTO products VALUES (?, ?)'
);

    
$products
  
=
 
[

        
[
'bike'
,
 
10900
],

        
[
'shoes'
,
 
7400
],

        
[
'phone'
,
 
29500
],

    
];

    
// Iterate through the products in the "products" array, and

    
// execute the prepared statement for each product

    
foreach
 
(
$products
 
as
 
$product
)
 
{

        
$statement
->
execute
(
$product
);

    
}

    
// Prepare a new statement with a named parameter

    
$statement
 
=
 
$connection
->
prepare
(
'SELECT * FROM products WHERE name = :name'
);

    
$statement
->
execute
([

        
':name'
 
=>
 
'shoes'
,

    
]);

    
// Use array destructuring to assign the product name and its price

    
// to corresponding variables

    
[
 
$product
,
 
$price
 
]
 
=
 
$statement
->
fetch
();

    
// Display the result to the user

    
echo
 
"The price of the product 
{
$product
}
 is 
\$
{
$price
}
."
;

    
// Close the cursor so `fetch` can eventually be used again

    
$statement
->
closeCursor
();

}
 
catch
 
(
\Exception
 
$e
)
 
{

    
echo
 
'An error has occurred: '
 
.
 
$e
->
getMessage
();

}

```

### Perl DBI
Этот пример использует Perl и DBI:
```
#!/usr/bin/perl -w

use
 
strict
;

use
 
DBI
;

my
 
(
$db_name
,
 
$db_user
,
 
$db_password
)
 
=
 
(
'my_database'
,
 
'moi'
,
 
'Passw0rD'
);

my
 
$dbh
 
=
 
DBI
->
connect
(
"DBI:mysql:database=$db_name"
,
 
$db_user
,
 
$db_password
,

    
{
 
RaiseError
 
=>
 
1
,
 
AutoCommit
 
=>
 
1
})

    
or
 
die
 
"ERROR (main:DBI->connect) while connecting to database $db_name: "
 
.

        
$
DBI::
errstr
 
.
 
"\n"
;

$dbh
->
do
(
'CREATE TABLE IF NOT EXISTS products (name VARCHAR(40), price INT)'
);

my
 
$sth
 
=
 
$dbh
->
prepare
(
'INSERT INTO products VALUES (?, ?)'
);

$sth
->
execute
(
@$_
)
 
foreach
 
[
'bike'
,
 
10900
],
 
[
'shoes'
,
 
7400
],
 
[
'phone'
,
 
29500
];

$sth
 
=
 
$dbh
->
prepare
(
"SELECT * FROM products WHERE name = ?"
);

$sth
->
execute
(
'shoes'
);

print
 
"$$_[1]\n"
 
foreach
 
$sth
->
fetchrow_arrayref
;

$sth
->
finish
;

$dbh
->
disconnect
;

```

### C# ADO.NET
Этот пример использует C# и ADO.NET:
```
using
 
(
SqlCommand
 
command
 
=
 
connection
.
CreateCommand
())

{

    
command
.
CommandText
 
=
 
"SELECT * FROM users WHERE USERNAME = @username AND ROOM = @room"
;

    
command
.
Parameters
.
AddWithValue
(
"@username"
,
 
username
);

    
command
.
Parameters
.
AddWithValue
(
"@room"
,
 
room
);

    
using
 
(
SqlDataReader
 
dataReader
 
=
 
command
.
ExecuteReader
())

    
{

        
// ...

    
}

}

```

### Python DB-API
Этот примеры использует Python и DB-API:
```
import
 
mysql.connector

with
 
mysql
.
connector
.
connect
(
database
=
"mysql"
,
 
user
=
"root"
)
 
as
 
conn
:

    
with
 
conn
.
cursor
(
prepared
=
True
)
 
as
 
cursor
:

        
cursor
.
execute
(
"CREATE TABLE IF NOT EXISTS products (name VARCHAR(40), price INT)"
)

        
params
 
=
 
[(
"bike"
,
 
10900
),

                  
(
"shoes"
,
 
7400
),

                  
(
"phone"
,
 
29500
)]

        
cursor
.
executemany
(
"INSERT INTO products VALUES (
%s
, 
%s
)"
,
 
params
)

        
params
 
=
 
(
"shoes"
,)

        
cursor
.
execute
(
"SELECT * FROM products WHERE name = 
%s
"
,
 
params
)

        
print
(
cursor
.
fetchall
()[
0
][
1
])

```